# John Hansen (fotbollsspelare)
John Angelo Valdemar Østergaard Hansen, född 24 juni 1924 i Frederiksberg, död 12 januari 1990 i Frederiksberg, var en dansk fotbollsspelare.
Han blev olympisk bronsmedaljör i fotboll vid sommarspelen 1948 i London.